# Michele Vedani
Michele Francesco Vedani (Milano, 9 giugno 1874 – 19 gennaio 1969) è stato uno scultore italiano.

## Biografia
Figlio di uno scalpellino italiano emigrato in America, ha studiato all'Accademia di Brera sotto la guida di Enrico Butti. 

Ha lavorato per l'alta società Milanese e Lombarda producendo un gran numero di monumenti, busti, bronzetti, ritratti e modelli per medaglie.

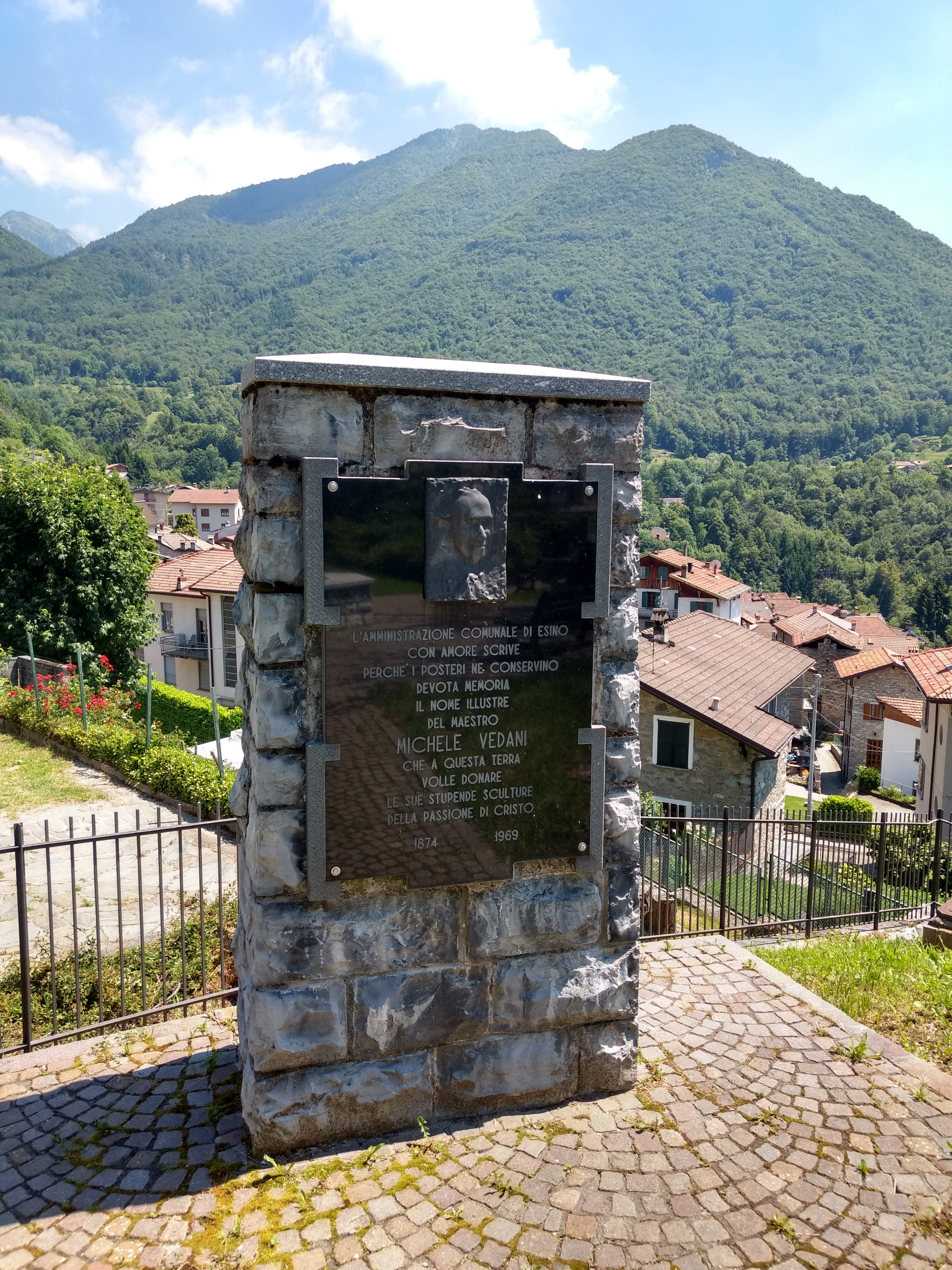

## Opere

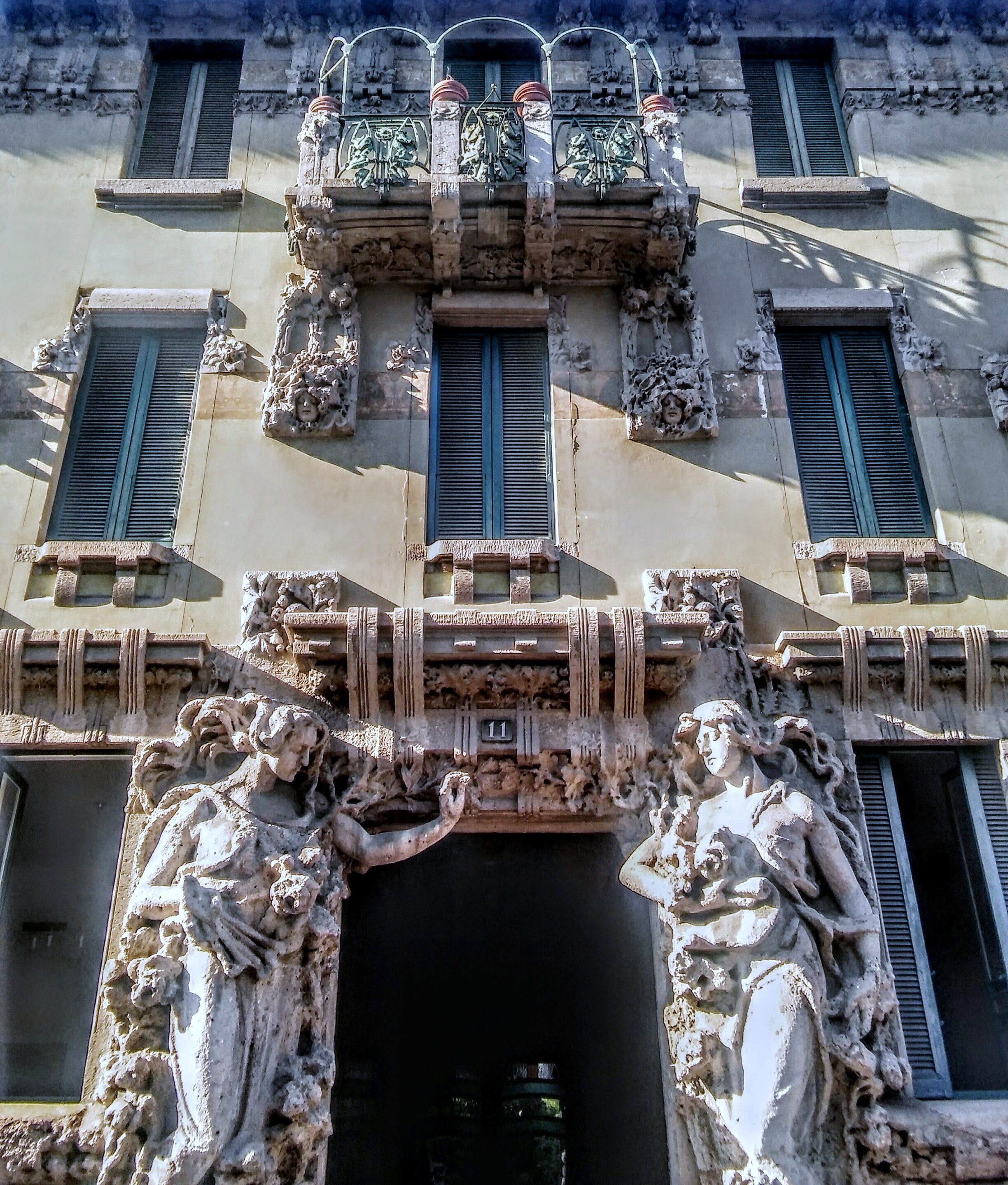
Casa Campanini, 1906, Milano

- Cariatidi all'ingresso di Casa Campanini, Milano (1906)
- Monumento a Stoppani, al centro di un'esedra sul lungolago di Lecco (1927)
- Via Crucis, Esino Lario (1939-40)
- Resurrezione, Esino Lario (1968)
- Gloria di San Vittore a cavallo - bronzo, lunetta del portale della Chiesa parrocchiale di San Vittore, Esino Lario
- Madonna dei Ciclamini - gesso presso Baita Minuccia a Esino Lario
- Statue in bronzo di San Vittore e san Martino, Municipio di Esino Lario
- Maternità - gesso, Municipio di Esino Lario
- Busto di Leonardo - gesso, Municipio di Esino Lario
- Angelo - gesso presso la soffitta dell'ex Cine Grigna a Esino Lario
- Monumenti funebri al cimitero monumentale di Milano:
  - Tomba Brivio
  - Tomba Ada Brivio
  - Tomba Biraghi
  - Tomba di Don Davide Albertario
  - Tomba Peretti
  - Tomba Sacerdoti al Riparto Israeliti (campo 4, n. 47-49-51)
  - Busto del pilota automobilistico Alberto Ascari

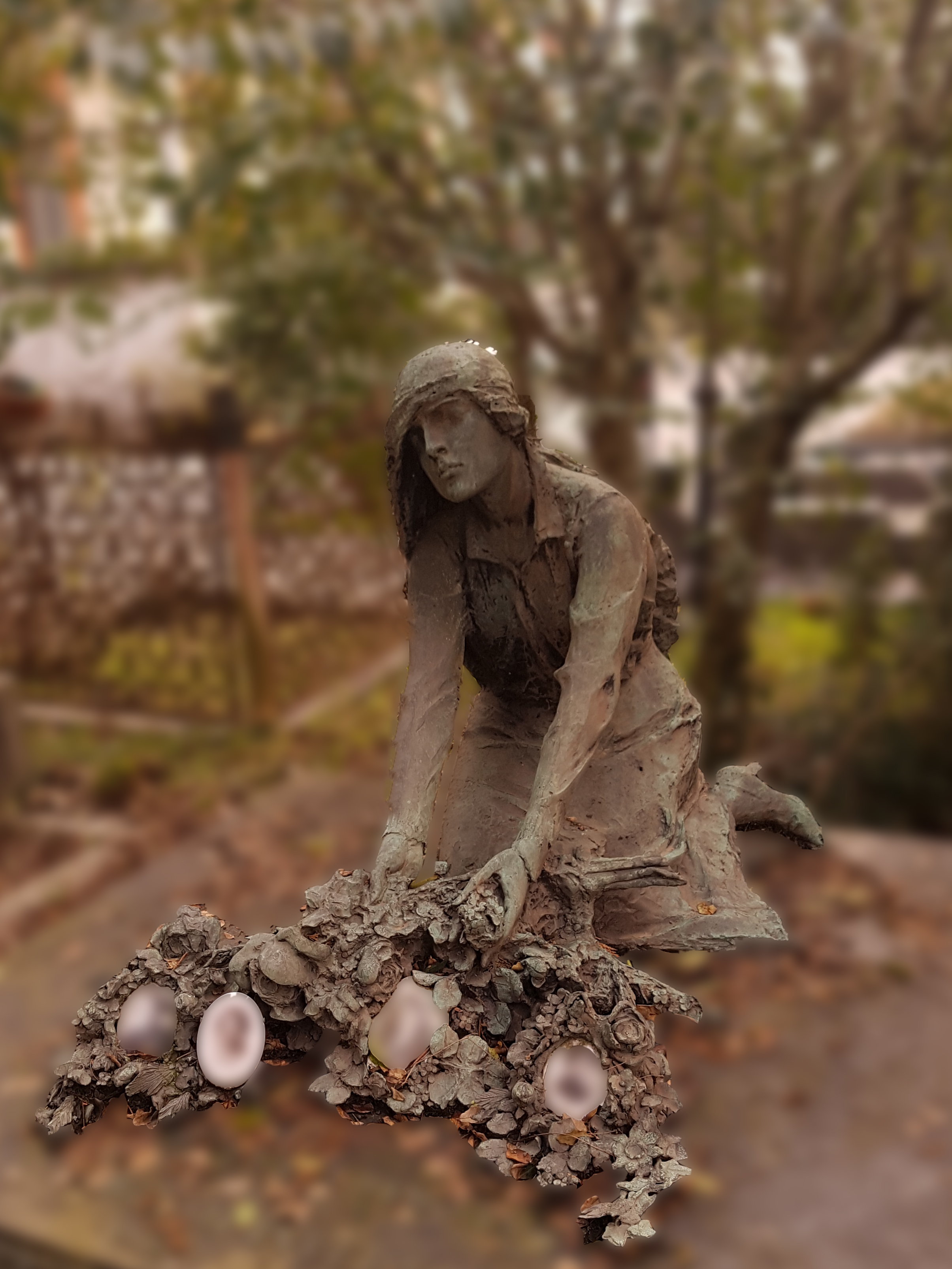
Tomba Invernizzi

- Monumenti funebri nel cimitero monumentale di Monza:
  - Tomba Invernizzi
- Cimitero di Ospitaletto,Brescia
  -  Ultima Cena tomba Corbetta